# Гандбол на літніх Олімпійських іграх 1988
Фінал гандбольного турніру на Літні Олімпійські іграх 1988 року в Сеулі відбувся серед 8 жіночих та 12 чоловічих команд.
Змагання з жіночого гандболу відбувся з 21 вересня до 1 жовтня, а з чоловічого гандболу з 20 вересня до 1 жовтня 1988 року.
Основою жіноча збірної СРСР з гандболу, яка завоювала бронзові нагороди, була українська команда Спартак (Київ). З 15 гравців жіночої збірної СРСР - 11 спортсменок було з України.
До складу чоловічою збірної, яка стала чемпіонами Олімпіади, також входив уродженець України - Олександр Тучкін.

## Медалісти
|          | Золото               | Срібло               | Бронза          |
| Жінки    | Південна Корея (KOR) | Норвегія (NOR)       | СРСР (URS)      |
| Чоловіки | СРСР (URS)           | Південна Корея (KOR) | Югославія (YUG) |

## Чоловічий турнір
за 11 місце 

Японія — США 27:24
за 9 місце 

Іспанія — Алжир 21:15
за 7 місце 

НДР — Ісландія 31:29
за 5 місце 

Швеція — Чехословаччина 27:18
за 3 місце

Югославія — Угорщина 27:23
Фінал

СРСР — Південна Корея 32:25

## Жіночий турнір
Турнір за 5—8 місця
| Команда           | 1     | 2     | 3     | 4     | В | Н | П | М     | Очки |
| ----------------- | ----- | ----- | ----- | ----- | - | - | - | ----- | ---- |
| 5. Чехословаччина |       | 26:21 | 33:19 | 34:12 | 3 | 0 | 0 | 93−52 | 6    |
| 6. Китай          | 21:26 |       | 31:22 | 37:12 | 2 | 1 | 0 | 89−60 | 4    |
| 7. США            | 19:33 | 22:31 |       | 27:16 | 1 | 0 | 2 | 68−80 | 2    |
| 8. Кот-д'Івуар    | 12:34 | 12:37 | 16:27 |       | 0 | 0 | 3 | 40−98 | 0    |

Фінальний турнір
| Команда           | 1     | 2     | 3     | 4     | В | Н | П | М     | Очки |
| ----------------- | ----- | ----- | ----- | ----- | - | - | - | ----- | ---- |
| 1. Південна Корея |       | 23:20 | 21:19 | 19:22 | 2 | 0 | 1 | 63−61 | 4    |
| 2.Норвегія        | 20:23 |       | 19:19 | 20:15 | 1 | 1 | 1 | 59−57 | 3    |
| 3. СРСР           | 19:21 | 19:19 |       | 18:15 | 1 | 1 | 1 | 56−55 | 3    |
| 4. Югославія      | 22:19 | 15:20 | 15:18 |       | 1 | 0 | 2 | 52−57 | 2    |

## Склади команд
| Золото | Срібло | Бронза |
| Південна Корея (KOR) Han Hyun-Sook Ki Mi-Sook Kim Choon-Rye Kim Hyun-Mee Kim Kyung-Soon Kim Myung-Soon Lee Ki-Soon Lim Mi-Kyung Shon Mi-Na Song Ji-Hyun Suk Min-Hee Sung Kyung-Hwa | Норвегія (NOR) Kjerstin Andersen Berit Digre Marthe Eliasson Susann Goksør Trine Haltvik Hanne Hegh Hanne Hogness Vibeke Johnsen Kristin Midthun Karin Pettersen Karin Singstad Annette Skotvoll Ingrid Steen Heidi Sundal Cathrine Svendsen | СРСР (URS) Наталія Анісімова (Кубань, Росія) Марина Базанова (Київ, Україна) Тетяна Джанджгава (Казахстан) Еліна Гусєва (Азербайджан) Тетяна Горб (Україна) Лариса Карлова (Україна) Наталія Лапицькая Світлана Манькова (Україна) Наталія Митрюк (Україна) Наталія Морскова (Росія) Олена Немешкало (Україна) Наталія Русначенко (Україна) Ольга Семенова (Україна) Євгенія Товстоган (Україна) Зинаїда Турчина (Україна) |